# Adriatic Croatia International Club
L'Adriatic Croatia International Club, comunemente chiamato ACI Club oppure semplicemente ACI, è una società nautica diportistica croata con sede ad Abbazia che gestisce una catena di porti turistici (marina) lungo le coste orientali del mare Adriatico, in Croazia.
Dagli iniziali 16 porti turistici del 1986 si è giunti agli attuali 22 porti nel 2016, il che la rende la più grande catena di porti turistici nel mar Mediterraneo.
L'ACI Club è nota anche aver organizzato, insieme allo Yacht Club Croatia (YCC), tra il 1987 e 2013 l'annuale regata velica chiamata ACI Match Race Cup.

## Storia
L'ACI Club venne fondata a Brioni il 1º luglio 1983 quale società statale con lo scopo di promuovere il turismo nautico. Il nome originale di Adriatic Club Yugoslavia (ACY) venne cambiato nel 1991 (dopo la caduta della Jugoslavia e l'indipendenza della Croazia) in Adriatic Yacht Club, anche se si continuò ad usare l'acronimo ACY. Nel giugno 1994, dopo la privatizzazione della società che venne trasformata in una società per azioni, fu adottato l'attuale nome e di conseguenza anche l'abbreviazione ACI Club.
L'ACI Club è anche il membro più grande dell'Associazione croata dei porti turistici (in croato Udruženje hrvatskih marina), associazione nazionale di categoria che raggruppa 50 porti turistici, il che significa che l'ACI Club controlla quasi la metà di tutte le strutture marittime diportuali del paese.
La società è quotata presso la Borsa di Zagabria, anche se il 79% delle azioni è detenuto dallo Stato tramite il Fondo croato per la privatizzazione (Hrvatskog fonda za privatizaciju - HFP) dal dicembre 2009.

## Porti turistici
I primi 16 porti turistici della compagnia furono costruiti tra il 1982 e il 1985 e aperti ai turisti nell'estate del 1986. Seguirono le marine di Curzola e Abbazia, aperte tra il 1989 e 1990.
Nel gennaio 1991 la marina di Ragusa, gestita indipendentemente, venne inglobata nella rete aziendale, così come nel 1994 le marine di Cherso e San Simone di Pago (Šimuni).
Nel luglio 2016 è stata inaugurata l'ultimo porto turistico a Slano, intitolata al fondatore dell'ACI Club Veljko Barbieri.
La società gestisce 22 porti turistici, rendendola la più grande catena di porti turistici di tutto il mar Mediterraneo.
Tra queste 22 marine, 18 sono aperte tutto l'anno, mentre le restanti quattro (Palmesana, Peschiera, Arbe e Zut) sono attive solo nella stagione estiva. Il porto turistico più settentrionale si trova ad Umago, mentre quello più meridionale è a Ragusa.
La rete aziendale dell'ACI Club, con un totale di 6.000 ormeggi e 740 posti barca a terra, comprende i seguenti porti turistici:

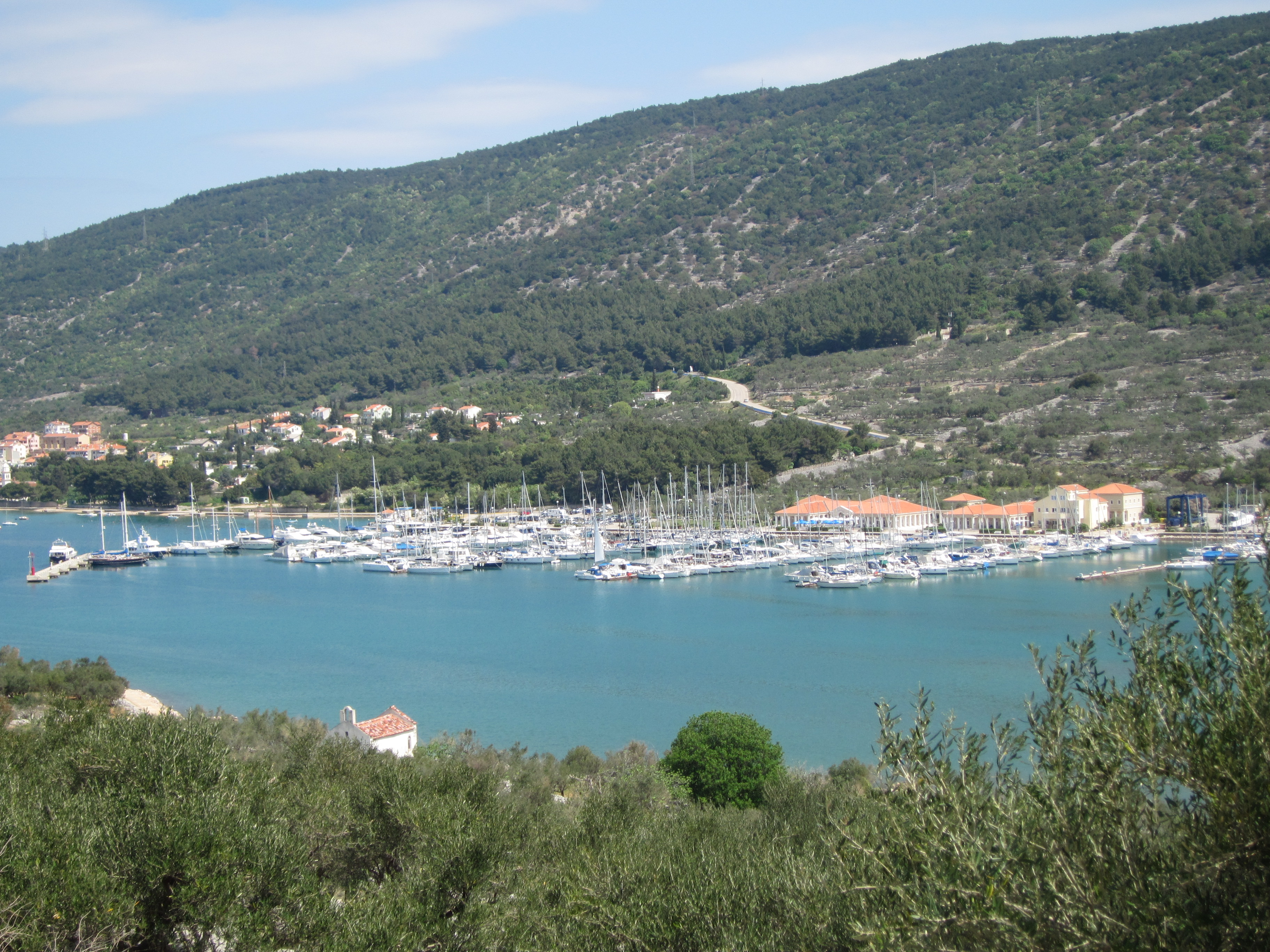
Porto turistico di Cherso

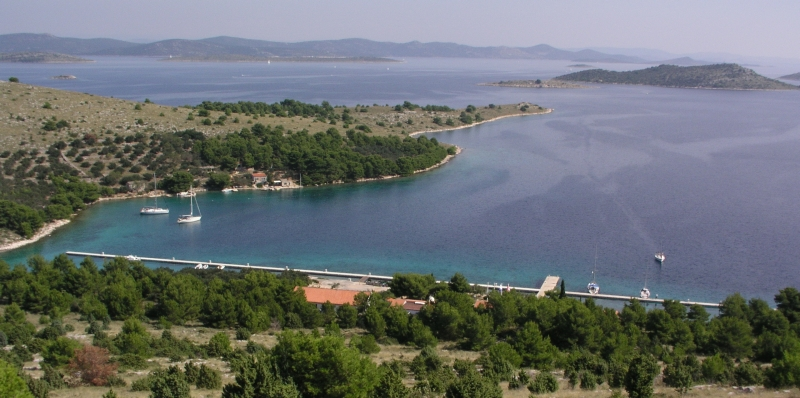
Porto turistico di Zut

| Porto turistico                         | Luogo                 | Apertura      | Ormeggi | Coordinate            |
| --------------------------------------- | --------------------- | ------------- | ------- | --------------------- |
| ACI Cherso (Cres)                       | Isola di Cherso       | Annuale       | 450     | 44°57′N 14°24′E       |
| ACI Ragusa (Dubrovnik)                  | Ragusa                | Annuale       | 450     | 42°40.3′N 18°07′E     |
| ACI Gessera (Jezera)                    | Isola di Morter       | Annuale       | 200     | 43°47.1′N 15°39.2′E   |
| ACI Curzola (Korčula)                   | Isola di Curzola      | Annuale       | 135     | 42°57.6′N 17°08.4′E   |
| ACI Milnà (Milna)                       | Isola di Brazza       | Annuale       | 190     | 43°19.6′N 16°27′E     |
| ACI Abbazia-Icici (Opatija-Ičići)       | Abbazia               | Annuale       | 300     | 45°19′N 14°17.7′E     |
| ACI Palmesana (Palmižana)               | Isola di San Clemente | marzo-ottobre | 160     | 43°09.8′N 16°23.8′E   |
| ACI Peschiera (Piškera)                 | Isola di Peschiera    | marzo-ottobre | 150     | 43°45.6′N 15°21.2′E   |
| ACI Pomer (Pomer)                       | Pola                  | Annuale       | 220     | 44°49′N 13°54′E       |
| ACI Pola (Pula)                         | Pola                  | Annuale       | 200     | 44°52.6′N 13°50′E     |
| ACI Arbe (Rab)                          | Isola di Arbe         | marzo-ottobre | 140     | 44°45.4′N 14°46′E     |
| ACI Rovigno (Rovinj)                    | Rovigno               | Annuale       | 380     | 45°04.06′N 13°38.04′E |
| ACI San Simone di Pago (Šimuni)         | Isola di Pago         | Annuale       | 175     | 43°45.6′N 15°21.2′E   |
| ACI Scardona (Skradin)                  | Scardona              | Annuale       | 200     | 43°49′N 15°55.6′E     |
| ACI Slano (Slano)                       | Slano                 | Annuale       | 200     | 42°47′N 17°53.23′E    |
| ACI Spalato (Split)                     | Spalato               | Annuale       | 360     | 43°30.1′N 16°26′E     |
| ACI Valle San Pietro (Supetarska Draga) | Isola di Arbe         | Annuale       | 270     | 44°48.2′N 14°43.8′E   |
| ACI Traù (Trogir)                       | Traù                  | Annuale       | 180     | 43°30.8′N 16°15.2′E   |
| ACI Umago (Umag)                        | Umago                 | Annuale       | 518     | 45°26.02′N 13°31′E    |
| ACI Vodizze (Vodice)                    | Vodizze               | Annuale       | 415     | 43°45.2′N 15°47′E     |
| ACI Verbosca (Vrboska)                  | Isola di Lesina       | Annuale       | 85      | 43°10.8′N 16°41′E     |
| ACI Zut (Žut)                           | Isola di Zut          | marzo-ottobre | 120     | 43°53.2′N 15°17.4′E   |

## ACI Match Race Cup
L'ACI Club ha organizzato dal 1987 al 2013 l'annuale regata velica chiamata ACI Match Race Cup.
Le 27 edizioni della competizione hanno preso luogo nelle acque al largo di Ragusa, Rovigno, Spalato oppure Umago e i risultati erano riconosciuti dalla Federazione Internazionale della Vela per il ranking mondiale.
Lo skipper irlandese Harold Cudmore vinse la prima edizione nel 1987, mentre l'australiano Peter Gilmour ha vinto il maggior numero di edizioni (cinque) nel 1993, 1994, 1995, 1997 e 2005.

### Albo d'oro
| - 1987 – Harold Cudmore - 1988 – Chris Dickson - 1989 – Paul Cayard - 1990 – Paul Cayard - 1991 – Russell Coutts - 1992 – Chris Dickson - 1993 – Peter Gilmour - 1994 – Peter Gilmour - 1995 – Peter Gilmour | - 1996 – Russell Coutts - 1997 – Peter Gilmour - 1998 – Andy Beadsworth - 1999 – Sten Mohr - 2000 – Dean Barker - 2001 – Dean Barker - 2002 – Philippe Presti - 2003 – Jesper Radich - 2004 – Bertrand Pacé | - 2005 – Peter Gilmour - 2006 – Johnie Berntsson - 2007 – Paolo Cian - 2008 – Paolo Cian - 2009 – Roberto Ferrarese - 2010 – Mate Arapov - 2011 – Tomislav Bašić - 2012 – Tomislav Bašić - 2013 – cancellata |